# Serra del Tomàs
La Serra del Tomàs és una serra situada entre els municipis d'Avinyó, del Bages, i Santa Maria d'Oló, del Moianès, amb una elevació màxima de 422 metres.